# Katarzyna Grudzińska
Katarzyna z Komorowskich primo voto Grudzińska secundo voto Lacka (ur. 1610, zm. 1675 w Chrzanowie) – szlachcianka, właścicielka Państwa Ślemieńskiego. 

## Życiorys
Była jedyną córką Aleksandra Komorowskiego, który od 1608 był posiadaczem tzw. Państwa Ślemieńskiego, to jest jednej z trzech części latyfundium żywieckiego. Po jego ucieczce z Polski w 1622 dobra ślemieńskie przejęła Katarzyna. Po raz pierwszy wyszła za mąż za Piotra Samuela Grudzińskiego, a kiedy ten umarł, zawarła związek z Teodorem Lackim.
Ufundowała szpital w Ślemieniu. W 1644 kościołowi w Rychwałdzie podarowała obraz Matki Bożej z Dzieciątkiem Jezus. Z racji pełnionych przez jej drugiego męża, Teodora Lackiego, funkcji, często przebywała w Warszawie. W 1656, podczas potopu szwedzkiego, sformowała ze swoich poddanych trzy chorągwie do obrony Żywiecczyzny przed wojskami najeźdźcy. W 1661 jej dobra zostały splądrowane przez niezdyscyplinowane polskie oddziały.
Swoje dobra przekazała Konstancji Krystynie Komorowskiej. Została pochowana w kościele św. Michała w Krakowie. 